# .ao

.ao은 앙골라의 인터넷 국가 코드 최상위 도메인이다. 아고스티노 네토 대학교의 공학부가 관리하고 있다.
등록 웹 사이트는 2002년부터 2006년까지 수정되지 않았으며 포르투갈어의 단일 페이지로 이루어져 있다. 페이지의 일부 링크 가운데 하나는 마이크로소프트 워드 포맷의 영문 문서로 되어 있으며 이 문서 안에는 업데이트되지 않은 도메인 등록 규칙이 제시되어 있다. 앙골라 밖의 조직이 등록하려면 .it.ao의 서브 도메인으로 등록되어야 한다고 밝히고 있다.

## 2차 도메인
- .ed.ao - 교육 시설 (앙골라에 위치)
- .gv.ao - 정부 시설 (앙골라에 위치)
- .og.ao - 기타 조직 (앙골라에 위치)
- .co.ao - 상업 시설 (앙골라에 위치)
- .pb.ao - 출판 (앙골라에 위치. 사용 여부를 알 수 없음)
- .it.ao - 국제 시설 (앙골라 밖에 위치. 사용 여부를 알 수 없음)